# Ксангонго ду Кунене
Ксангонго ду Кунене (порт. Xangongo do Cunene) — професіональний ангольський футбольний клуб з міста Ксангонго, провінція Кунене.

## Історія клубу
Останнього разу клуб виступав у вищому дивізіоні Чемпіонату Анголи з футболу в 1979 році.. В історію клубу цей сезон ввійшов і з сумнівним домсягненням. В першому раунді «Ксангонго ду Кунене» поступився TAAG (зараз — Атлетіку Авіасан) з рахунком 0:11. Це був найрезультативніший рахунок, який зафіксували за всю історію розіграшу Гіраболи (аж до 2003 року). В тому турнірі «Ксангонго ду Кунене» не вдалося пробитися до півфіналу турніру

## Досягнення
На даний момент клуб не має вагомих досягнень.